# Функціональне рівняння Коші
Функціональне рівняння Коші — функціональне рівняння лінійної незалежності:
{\displaystyle f(x+y)=f(x)+f(y).}
Розв'язок, що задовольняє цьому рівнянню, називають адитивними функціями.
З використанням елементарної алгебри можна показати, що в раціональних числах є єдина сім'я розв'язків, а саме {\displaystyle f\colon x\mapsto cx}, де {\displaystyle c} — довільна раціональна константа. Над полем дійсних чисел {\displaystyle f\colon x\mapsto cx}, де {\displaystyle c} — довільна дійсна константа, також є сім'єю розв'язків, але можуть бути інші розв'язки, які є надзвичайно складними. Але будь-яка з регулярних умов, деякі з них досить слабкі, виключатиме існування таких особливих розв'язків.
Наприклад, адитивна функція {\displaystyle f\colon x\mapsto cx} є лінійною, якщо:
- {\displaystyle f} неперервна (доведено Коші у 1821 році). Ця умова була ослаблена в 1875 році Дарбу, який показав, що неперервність функції необхідна тільки в одній точці;
- {\displaystyle f} монотонна на деякому інтервалі;
- {\displaystyle f} обмежена функція на деякому інтервалі;
- {\displaystyle f} інтегрована (зокрема за Лебегом) на деякому інтервалі;
- {\displaystyle f} вимірна на деякому інтервалі.

З іншого боку, якщо немає ніяких додаткових обмежень на {\displaystyle f}, тоді (за умови аксіоми вибору) є нескінченно багато інших функцій, які задовольняють це рівняння.
Це було доведено в 1905 році Георгом Гамелем з використанням базису Гамеля. Такі функції інколи називають функціями Гамеля.
П'ята проблема у списку Гільберта є узагальненням цього рівняння. Функції, для яких є дійсне число {\displaystyle c} таке, що {\displaystyle f(cx)\neq cf(x)}, відомі, як функції Коші-Гамеля і використовуються в інваріантах Дена-Хадвігера, які важливі для узагальнення третьої проблеми Гільберта з розмірності три на більш високі розмірності.

## Інші форми функціонального рівняння Коші
- логарифмічне рівняння Коші {\displaystyle f(xy)=f(x)+f(y)} (одна із сімей розв'язків має вигляд {\displaystyle f(x)=c\ln |x|=\log _{a}|x|}).
- степеневе рівняння Коші {\displaystyle f(xy)=f(x)+f(y)} (одна із сімей розв'язків має вигляд {\displaystyle f(x)=|x|^{a}}).
- експоненціальне рівняння Коші {\displaystyle f(x+y)=f(x)f(y)} (одна із сімей розв'язків має вигляд {\displaystyle f(x)=\exp \left(cx\right)=a^{x}}).

Виродженим розв'язком цих рівнянь є функція {\displaystyle f(x)=0}.

## Розв'язки в раціональних числах
Простий аргумент на основі елементарного алгебраїчного перетворення показує, що множина адитивних відображень {\displaystyle f\colon \mathbb {Q} \to \mathbb {Q} } тотожна множині лінійних відображень.
Теорема: Нехай {\displaystyle f\colon \mathbb {Q} \to \mathbb {Q} } є адитивною функцією. Тоді {\displaystyle f} — лінійна функція.
Доведення: Доведемо, що будь-який розв'язок {\displaystyle f\colon \mathbb {Q} \to \mathbb {Q} } функціонального рівняння Коші {\displaystyle f(x+y)=f(x)+f(y)} має вигляд {\displaystyle f(q)=cq}, {\displaystyle c\in \mathbb {Q} }. Зручно розглядати випадки: {\displaystyle q=0}, {\displaystyle q>0}, {\displaystyle q<0}.
Випадок 1: ({\displaystyle q=0}): Нехай {\displaystyle y=0}, тоді
{\displaystyle f(x)=f(x)+f(0),\quad x\in \mathbb {Q} } {\displaystyle \Rightarrow f(0)=0}.
Випадок 2: ({\displaystyle q>0}): При повторному застосуванні рівняння Коші до {\displaystyle f(x+\cdots +x)=f(\alpha x)}, отримуємо
{\displaystyle \alpha f\left(x\right)=f\left(\alpha x\right),\quad \alpha \in \mathbb {N} ,\ x\in \mathbb {Q} .\quad \quad (*)}
Після заміни {\displaystyle x} на {\displaystyle {\dfrac {x}{\alpha }}} у рівнянні {\displaystyle (*)} та множення результату на {\displaystyle {\dfrac {\beta }{\alpha }}}, де {\displaystyle \beta \in \mathbb {N} }, отримаємо
{\displaystyle \beta f\left({\frac {x}{\alpha }}\right)={\frac {\beta }{\alpha }}f\left(x\right),\quad \alpha ,\beta \in \mathbb {N} ,\ x\in \mathbb {Q} .\quad \quad (**)}.
Скориставшись формулою {\displaystyle (*)} у лівій частині рівності {\displaystyle (**)}, отримаємо
{\displaystyle f\left({\frac {\beta }{\alpha }}x\right)={\frac {\beta }{\alpha }}f\left(x\right),\quad \alpha ,\beta \in \mathbb {N} ,\ x\in \mathbb {Q} }
{\displaystyle \Rightarrow f\left(qx\right)=qf\left(x\right),\quad q,x\in \mathbb {Q} ,\ q>0}
{\displaystyle \Rightarrow f\left(q\right)=qf\left(1\right)=cq,\quad q\in \mathbb {Q} ^{+}},
де {\displaystyle c=f(1)\in \mathbb {Q} } — довільна раціональна константа.
Випадок 3: ({\displaystyle q<0}): Поклавши {\displaystyle y=-x} у функціональне рівняння і скориставшись, що {\displaystyle f(0)=0}, отримаємо
{\displaystyle f(-x)=-f(x),\quad x\in \mathbb {Q} }.
Поєднання цього з результатом для додатних раціональних чисел (Випадок 2) дає
{\displaystyle f(q)=-f\left(-q\right)=-{\big (}c(-q){\big )}=cq,\quad q\in \mathbb {Q} ^{-}}.
Три вищевказані випадки дозволяють зробити висновок, що загальний розв'язок функціонального рівняння Коші над раціональними числами має вигляд:
{\displaystyle f\colon \ \mathbb {Q} \to \mathbb {Q} ,\quad q\mapsto cq,\ c=f(1)\in \mathbb {Q} .\quad \quad \blacksquare }.

## Властивості лінійних розв'язків над дійсними числами
Доведемо, що будь-які інші розв'язки повинні бути виродженими функціями. Зокрема, покажемо, що будь-який розв'язок повинно мати властивість, що його графік {\displaystyle y=f(x)} є щільним в {\displaystyle \mathbb {R} ^{2}}, тобто будь-який окіл (достатньо малий) площини містить, хоч одну точку графіку.
На основі цього легко доводяться різноманітні властивості, що наводилися у вступі.
Не обмежуючи загальності можна припустити, що {\displaystyle f(q)=q} {\displaystyle \forall q\in \mathbb {Q} }, і {\displaystyle f(\alpha )\neq \alpha } для будь-яких {\displaystyle \alpha \in \mathbb {R} }. 
Тоді покладемо {\displaystyle f(\alpha )=\alpha +\delta }, {\displaystyle \delta \neq 0}.
Покажемо, як знайти точку в довільному околі з центром у точці {\displaystyle (x,y)}, радіусом {\displaystyle r}, де {\displaystyle x,y,r\in \mathbb {Q} }, {\displaystyle r>0}, {\displaystyle x\neq y}.
Нехай {\displaystyle \beta ={\dfrac {yx}{\delta }}} і виберемо раціональне число {\displaystyle b\neq 0} близьке до {\displaystyle \beta } таке, що
{\displaystyle \left|\beta -b\right|<{\frac {r}{2\left|\delta \right|}}.}
Далі вибираємо раціональне число {\displaystyle a} близьке до {\displaystyle \alpha } таке, що
{\displaystyle \left|\alpha -a\right|<{\frac {r}{2\left|b\right|}}.}
Покладемо
{\displaystyle X=x+b(\alpha -a),}
{\displaystyle Y=f(X).}
Потім, використовуючи функціональне рівняння, отримуємо
{\displaystyle {\begin{aligned}Y&=f(x+b(\alpha -a))\\&=x+bf(\alpha )-bf(a)\\&=y-\delta \beta +bf(\alpha )-bf(a)\\&=y-\delta \beta +b(\alpha +\delta )-ba\\&=y+b(\alpha -a)-\delta (\beta -b).\end{aligned}}}
Через наш вибір вище, точка {\displaystyle (X,Y)} лежить усередині кола.

## Існування нелінійних розв'язків над дійсними числами
Доведення лінійності наведене вище також можна застосовувати для функцій {\displaystyle f\colon \alpha \mathbb {Q} \to \mathbb {R} }, де {\displaystyle \alpha \mathbb {Q} } — масштабована копія раціональних чисел. Це показує, шо допускаються лише лінійні розв'язки, якщо область визначення функції {\displaystyle f} обмежена такими множинами. Отже, у загальному випадку, маємо {\displaystyle f(\alpha q)=f(\alpha )q} для всіх {\displaystyle \alpha \in \mathbb {R} }, {\displaystyle q\in \mathbb {Q} }.
Але, як буде показано нижче, виродженні розв'язки можна знайти для функцій {\displaystyle f\colon \mathbb {R} \to \mathbb {R} }, опираючись на ці лінійні розв'язки, розглядаючи дійсні числа, як векторний простір над полем раціональних чисел.
Доведення існування нелінійних рішень — не є конструктивним і базується на аксіомі вибору. З її допомогою доводиться існування базису Гамеля в будь-якому векторному просторі, у тому числі нескінченновимірному (твердження доводиться з використанням леми Цорна).
(Насправді, існування базису для кожного векторного простору логічно еквівалентно аксіомі вибору).
Щоби показати, що є інші розв'язки, ніж ті, що визначені {\displaystyle f(x)=f(1)x}, спочатку зазначимо, що оскільки кожен векторний простір має базис, є базис для {\displaystyle \mathbb {R} } над полем {\displaystyle \mathbb {Q} }, тобто набором {\displaystyle {\mathcal {B}}\subset \mathbb {R} } із властивістю, що будь-який {\displaystyle x\in \mathbb {R} } можна виразити однозначно, як {\textstyle x=\sum _{i\in I}{\lambda _{i}x_{i}}} де {\displaystyle \{x_{i}\}_{i\in I}} — кінцева підмножина {\displaystyle {\mathcal {B}}} (тобто {\displaystyle |I|<\aleph _{0}}), і кожен {\displaystyle \lambda _{i}\in \mathbb {Q} }.
Обмеження {\displaystyle f} на {\displaystyle x_{i}\mathbb {Q} } повинно бути лінійною картою для кожного {\displaystyle x_{i}\in {\mathcal {B}}}.
До того ж оскільки {\displaystyle x_{i}q\mapsto f(x_{i})q} для {\displaystyle q\in \mathbb {Q} }, зрозуміло, що {\displaystyle f(x_{i}) \over x_{i}} — константа пропорційності. Іншими словами, {\displaystyle f\colon x_{i}\mathbb {Q} \to \mathbb {R} } — карта {\displaystyle \xi \mapsto [f(x_{i})x_{i}]\xi }. Оскільки будь-який {\displaystyle x\in \mathbb {R} } може бути виражений, як унікальна (кінцева) лінійна комбінація {\displaystyle x_{i}}, і {\displaystyle f:\mathbb {R} \to \mathbb {R} } є додатковою, {\displaystyle f(x)} визначений для всіх {\displaystyle x\in \mathbb {R} } і задається:
{\displaystyle f(x)=f{\Big (}\sum _{i\in I}\lambda _{i}x_{i}{\Big )}=\sum _{i\in I}f(x_{i}\lambda _{i})=\sum _{i\in I}{f(x_{i})\lambda _{i}}}.
Неважко перевірити, що {\displaystyle f} — це розв'язки функціонального рівняння Коші, яке дає визначення {\displaystyle f} на основі елементів, {\displaystyle f:{\mathcal {B}}\rightarrow \mathbb {R} }. До того ж зрозуміло, що кожні розв'язки має таку форму. Зокрема, розв'язки функціонального рівняння є лінійними тоді й лише тоді, коли{\displaystyle f(x_{i}) \over x_{i}} є постійною для всіх {\displaystyle x_{i}\in {\mathcal {B}}}. Отже, попри неможливість демонструвати нелінійний розв'язок, більшість (у сенсі кардинальності) розв'язків функціонального рівняння Коші насправді нелінійні та патологічні.

## Властивості нелінійних розв'язків
Доведемо, що будь-який нелінійний розв'язок повинний бути досить незвичайною функцією — його графік {\displaystyle y=f(x)} повинен бути \всюди щільний в {\displaystyle \mathbb {R} ^{2}}. Це означає, що будь-яке, як завгодно мале коло на площині містить принаймні одну точку цього графіка. З цього легко виводяться інші властивості, такі, як немонотонність і необмеженість на будь-якому інтервалі.
Поділивши функцію на {\displaystyle c=f(1)}, можна вважати, що для {\displaystyle \forall a\in \mathbb {Q} \colon f(a)=a} (Якщо {\displaystyle f(1)=0}, то для {\displaystyle \forall a\in \mathbb {Q} \colon f(a)=0}, і міркування, наведені нижче, зберігають свою силу з мінімальними змінами). Якщо функція {\displaystyle f(x)} не лінійна, то {\displaystyle f(\alpha )\neq \alpha }. Для деякого {\displaystyle \alpha \in \mathbb {R} }: {\displaystyle f(\alpha )=\alpha +\delta }, {\displaystyle \delta \neq 0}. Покажемо тепер, як знайти точку графіка в довільному колі з центром у точці {\displaystyle (x,y)}, радіуса {\displaystyle r}, де {\displaystyle x,y,r\in \mathbb {Q} }, {\displaystyle r>0}, {\displaystyle x\neq y}.
Нехай {\displaystyle \beta ={\frac {yx}{\delta }}} і {\displaystyle b\neq 0} раціональне число, близьке до {\displaystyle \beta }, отже, щоб
{\displaystyle \left|\beta -b\right|<{\frac {r}{3\left|\delta \right|}}}.
Далі виберемо раціональне число {\displaystyle a}, близьке до {\displaystyle \alpha }, так, щоб
{\displaystyle \left|\alpha -a\right|<{\frac {r}{3\left|b\right|}}}.
Покладемо {\displaystyle X=x+b(\alpha -a)} і, використовуючи функціональне рівняння, отримаємо
{\displaystyle {\begin{aligned}Y&=f(X)=f(x+b(\alpha -a))\\&=x+bf(\alpha )-bf(a)\\&=y-\delta \beta +bf(\alpha )-bf(a)\\&=y-\delta \beta +b(\alpha +\delta )-ba\\&=y+b(\alpha -a)-\delta (\beta -b).\end{aligned}}}
Але тоді
{\displaystyle (Y-y)^{2}+(X-x)^{2}=(b(\alpha -a)-\delta (\beta -b))^{2}+(b(\alpha -a))^{2}\leqslant \left({\frac {r}{3}}+{\frac {r}{3}}\right)^{2}+\left({\frac {r}{3}}\right)^{2}<r^{2}.}
Отже, точка $(X, Y)$ усередині кола.